# كريستوفر فلين (عسكري)
كريستوفر فلين (بالإنجليزية: Christopher Flynn)‏ هو عسكري أمريكي، ولد في 1 ديسمبر 1828 في جزيرة أيرلندا في جمهورية أيرلندا، وتوفي في 15 أكتوبر 1889 في Sprague, Connecticut ‏ في الولايات المتحدة.